# Phyllastrephus terrestris
El bulbul terrestre (Phyllastrephus terrestris) es una especie de ave paseriforme de la familia Pycnonotidae propia de África oriental y austral.

## Taxonomía
El bulbul terrestre fue descrito científicamente por el ornitólogo inglés William Swainson en 1837.
Se reconocen cuatro subespecies:
- P. t. suahelicus - Reichenow, 1904: se extiende desde el sur de Somalia al norte de Mozambique;
- P. t. intermedius - Gunning y Roberts, 1911: se encuentre en el sur de Zimbabue, el sur de Mozambique y las zonas adyacentes del este de Sudáfrica;
- P. t. rhodesiae - Roberts, 1917: está presente desde el suroeste de Angola, Zambia, sureste de la República Democrática del Congo y el suroeste de Tanzania hasta el norte de Botsuana, el norte de Zimbabue y el noreste de Mozambique;
- P. t. terrestris - Swainson, 1837: se localiza en el este y el sur de Sudáfrica.